# Tennie
Tennie ist eine französische Gemeinde mit 1.017 Einwohnern (Stand: 1. Januar 2022) im Département Sarthe in der Region Pays de la Loire. Sie gehört zum Arrondissement  Mamers und zum Kanton Loué (bis 2015: Kanton Conlie). Die Einwohner werden Tennisiens genannt.

## Geographie
Tennie liegt etwa 16 Kilometer nordwestlich von Le Mans am Vègre. Umgeben wird Tennie von den Nachbargemeinden 
- Rouez im Norden,
- Neuvillalais im Nordosten,
- Conlie im Osten,
- Bernay-Neuvy-en-Champagne mit Neuvy-en-Champagne im Südosten und Bernay-en-Champagne im Süden,
- Saint-Symphorien im Süden und Südwesten,
- Parennes im Westen.

## Bevölkerungsentwicklung
| Jahr                      | 1962 | 1968 | 1975 | 1982 | 1990 | 1999 | 2007 | 2013 |
| Einwohner                 | 1077 | 1017 | 846  | 829  | 850  | 978  | 1005 | 1108 |
| Quelle: Cassini und INSEE |      |      |      |      |      |      |      |      |

## Sehenswürdigkeiten

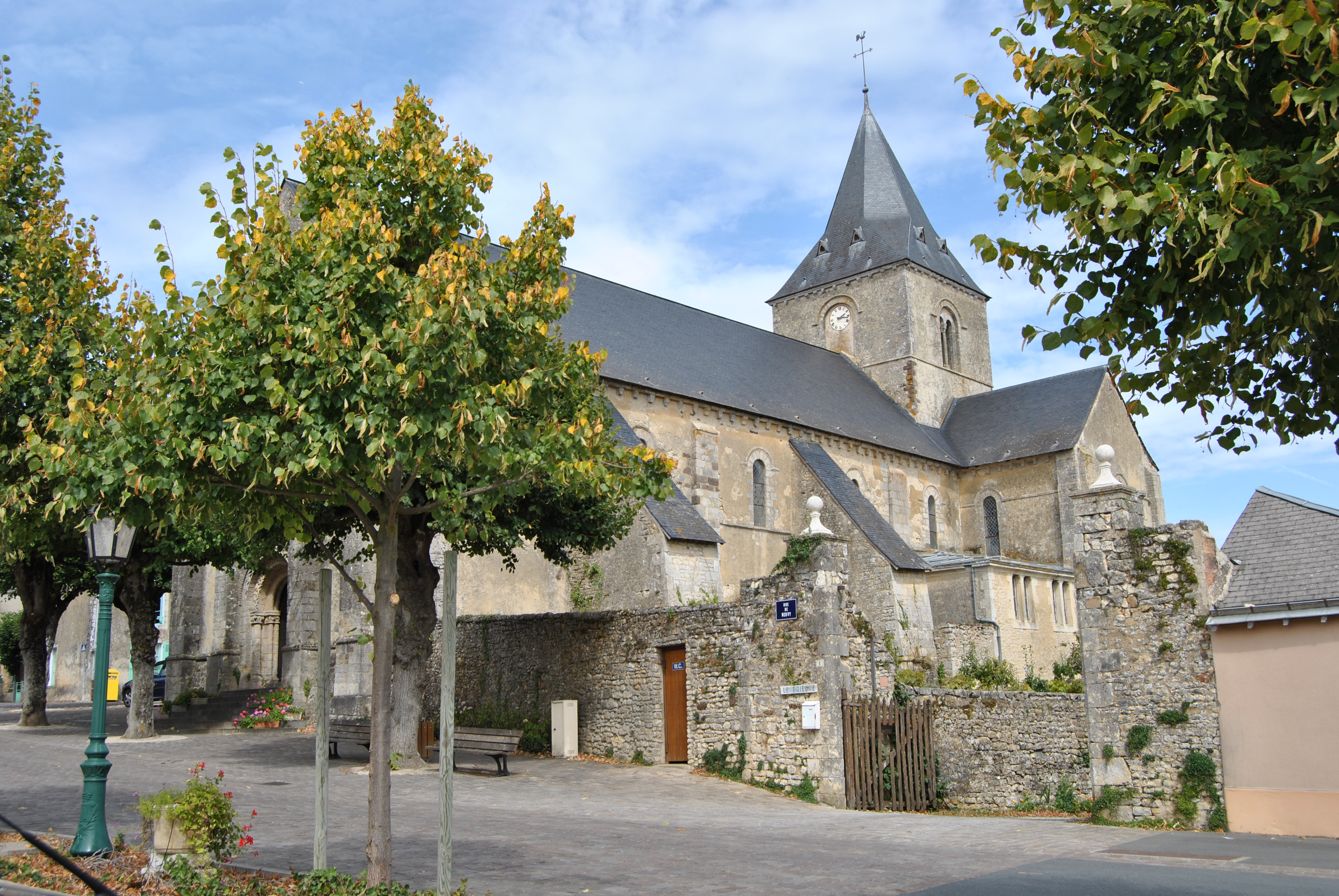
Kirche Saint-Cyprien-Saint-Corneille

- Kirche Saint-Cyprien-Saint-Corneille aus dem 11./12. Jahrhundert, seit 1912 Monument historique
- Burgruine